# 2001 год в политике России
В 2001 году в России был принят закон о политических партиях, вносящий изменения в избирательное законодательство и ужесточающий требования к малочисленным партиям.

## Март
- 14 марта Госдума отклонила предложение КПРФ о вынесении вотума недоверия правительству Михаила Касьянова. В поддержку проголосовали 127 депутатов, 76 высказались против, 5 воздержались, остальные не приняли участия в голосовании. Для одобрения проекта требовалось как минимум 226 голосов[1]. Несмотря на отрицательные результаты голосования, позиции правительства оказались ослабленными[2][3].

## Апрель
- 3 апреля президент России Владимир Путин обратился к Федеральному собранию с ежегодным посланием, темами которого стали восстановление конституционного порядка в Чечне, судебная, налоговая, бюджетная реформы[4].

## Июль

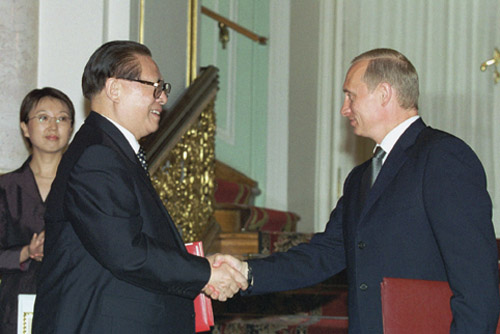
Владимир Путин и Цзян Цзэминь на церемонии подписания совместных документов. Москва, Большой кремлёвский дворец. 16 июля 2001 года

- 11 июля принят закон о политических партиях, вносящий изменения в избирательное законодательство и направленный на ликвидацию партий с малой численностью членов[5].
- 18 июля Владимир Путин провёл в Кремле первую крупную пресс-конференцию для российских и зарубежных корреспондентов.
- 16 июля президентом России Владимиром Путиным и председателем КНР Цзян Цзэминем подписан российско-китайский договор о добрососедстве, дружбе и сотрудничестве, рассчитанный на 20 лет.

## Сентябрь
- 11 сентября Владимир Путин первым из мировых лидеров президенту США Джорджу Бушу направил телеграмму с соболезнованиями в связи c терактами.

## Октябрь
- 17 октября Владимир Путин объявил о закрытии с 1 января 2002 года российской военно-морской базы в Камрани во Вьетнаме и выводе радиоэлектронного центра из Лурдеса на Кубе.
- 25 октября Владимир Путин подписал Земельный кодекс.

## Декабрь
- 13 декабря президент США Джордж Буш официально уведомил Россию о выходе США из российско-американского Договора о противоракетной обороне от 1972 года. Путин назвал решение Буша ошибочным. 12 июня 2002 США в одностороннем порядке вышли из договора.
- 25 декабря террорист Салман Радуев был признан Верховным судом Дагестана виновным в тяжких преступлениях и приговорён к пожизненному заключению.